# Axenus arvalis
Axenus arvalis là một loài bướm đêm trong họ Noctuidae.